# Tweede Slag om Fort Fisher
De Tweede Slag om Fort Fisher vond plaats tussen 13 januari en 15 januari 1865 in New Hanover County, North Carolina tijdens de Amerikaanse Burgeroorlog. Dit was de tweede Noordelijke poging om het fort in handen te krijgen. Deze aanval lukte, waarbij de weg vrijgemaakt werd om de laatste Zuidelijke operationele haven, namelijk Wilmington, in te nemen.

## Achtergrond
Wilmington was de laatste grote operationele haven in Zuidelijke handen. Van daaruit vervoerden schepen via de Cape Fear rivier en de Atlantische Oceaan katoen en tabak naar de Bahamas, Bermuda en Nova Scotia waar ze Britse voorraden konden inslaan. De toegang tot Wilmington werd beschermd door fort Fisher. Dit fort was geïnspireerd op de Malakoff toren in Sebastopol en bestond voornamelijk uit aarde en zand. Dit ving veel van de impact van inslaande granaten op. 22 kanonnen waren naar zee gericht. De andere 25 waren landinwaarts gericht. De zeewaarts gerichte kanonnen stonden op een 3,7 m hoog onderstel. De batterijen aan het zuideinde van het fort stonden op 14 tot 18 m hoge onderstellen. Tussen de batterijen was een gangenstelsel met bomvrije ruimtes ingericht.
Het fort weerhield de Noordelijke marine om Wilmington aan te vallen. Een eerdere poging op 24 december 1864 door generaal-majoor Benjamin Butler en Rear Admiral David D. Porter was mislukt.(zie Eerste Slag om Fort Fisher)

## De slag
Alfred Terry had de eenheden aangevoerd tijdens de Tweede Slag bij Charleston Harbor en begreep het belang van een goede coördinatie met de marine. Samen met Porter werkten ze een goed doordacht plan uit. Terry zou één divisie onder leiding van Charles Paine inzetten om de Zuidelijke divisie van generaal-majoor Robert Hoke, die als reserve gehouden werd, bezig te houden. Terry’s andere divisie onder leiding van Adelbert Ames, samen met de brigade van kolonel Joseph Carter Abbott, zou dan via het schiereiland het fort van de landzijde aanvallen. Porter zou een gemengde strijdmacht van 2.000 zeelieden en mariniers aan land zetten om het fort via de zeezijde aan te vallen.
Op 13 januari zette Terry zijn troepen aan land tussen Hoke en het fort. Hoke wou de vijand geen doorgang geven naar Wilmington en kwam dus ook niet in actie terwijl de Noordelijken aan land gingen. De volgende dag stuurde Terry verkenners naar het fort en kwam tot de conclusie dat een aanval op het fort slaagkans had.

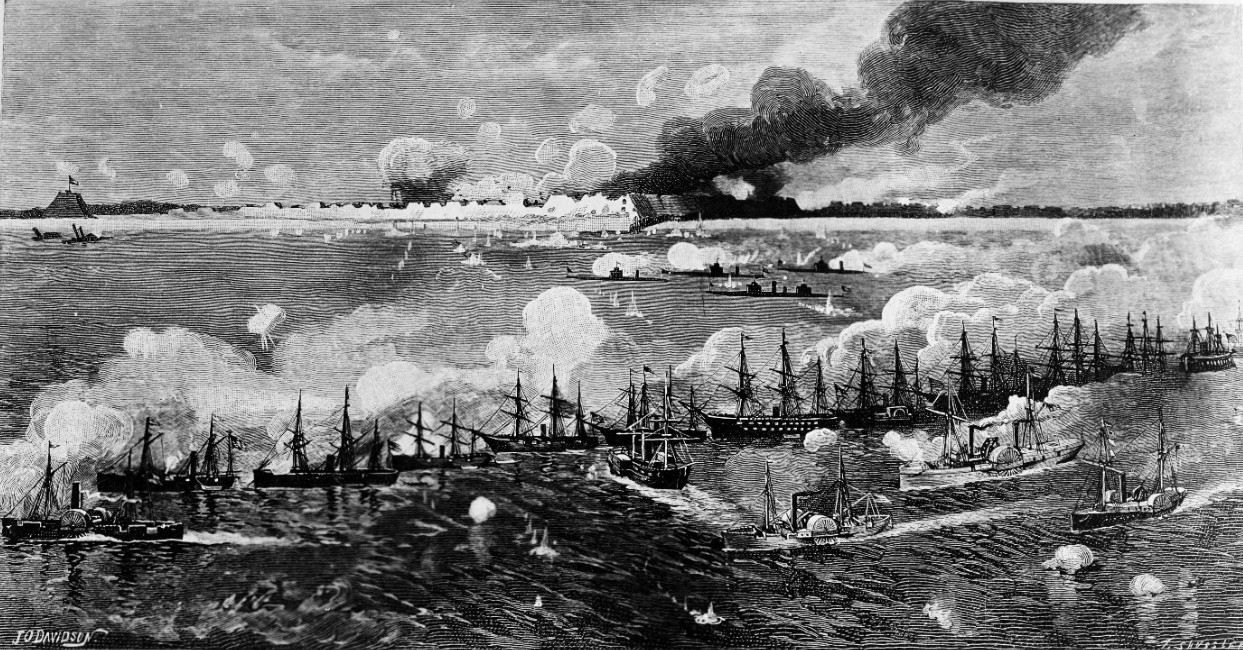
Schepen van het North Atlantic Blockading Squadron die Fort Fisher bombarderen voor de landing aan de zeezijde

Op 15 januari openden de Noordelijke schepen het vuur op het fort. Tegen de middag waren 18 van de 22 kanonnen aan de zeezijde van het fort buiten werking gesteld. Tijdens het bombardement stuurde Hoke ongeveer 1.000 soldaten van zijn stellingen naar het fort
Slechts 400 geraakten ook aan het fort. Rond dezelfde tijd gingen de matrozen en mariniers aan land onder leiding van Kidder Breese en rukten op naar het noordoostelijk bastion waar de landzijde en zeezijde van het fort samenkwamen. Oorspronkelijk zouden de matrozen in drie golven aanvallen terwijl de mariniers dekkingsvuur gaven. Ze vielen echter in één grote massa aan met zware verliezen tot gevolg.
Door deze aanval werd de aandacht van de Zuidelijken afgeleid en kon Ames zijn aanval voorbereiden. Om 14.00u stuurd Ames zijn eerste brigade naar voor onder leiding van brigadegeneraal Newton Martin Curtis. De brigades van de kolonels Galusha Pennypacker en Louisbell bleven wachtten. De voorhoede van Curtis’ brigade gebruikte bijlen om zich een weg door de verschillende hindernissen te banen. Onderweg vielen er veel slachtoffers. Op dit moment stormed Pennypackers brigade naar voor samen met Ames zelf. Zuidelijke scherpschutters maaiden verschillende van zijn directe medewerkers neer. Pennypackers soldaten baanden zich al vechtend een weg door de poort aan de rivierzijde. Ondertussen draaiden de Zuidelijken hun artillerie aan het zuidelijke uiteinde van het fort naar de noordelijke muur toen die in Noordelijke handen viel. Om de opmars van Curtis te versterken liet Ames de brigade van Bell oprukken. Bell werd doodgeschoten door scherpschutters voor ze het fort bereikten. De Zuidelijke generaal Whiting stelde een eenheid samen om de opeengepakte Noordelijken aan te vallen en uit het fort te verjagen. Whiting raakte ernstig gewond.
Ondertussen bleven de Noordelijke schepen op het fort vuren. De mariniers schoten de Zuidelijke verdedigers aan stukken terwijl de Noordelijke soldaten oprukten. De Zuidelijke kolonel Lamb verzamelde alle soldaten die een geweer konden vasthouden waaronder ook de gewonden om een laatste tegenaanval uit te voeren. Ook hij raakte ernstig gewond en werd naast Whiting in het hospitaal gelegd. Ook Curtis en Pennypacker bij de Noordelijken zouden gewond raken.
De gevechten duurden onverminderd door tot na het invallen van de duisternis terwijl granaten vanuit zee in het fort neerkwamen. Ames had meer en meer moeite om de aanval verder te zetten omdat de meeste van zijn officieren gewond of gesneuveld waren. Hierop liet Terry Abotts brigade aanvallen om de Noordelijke aanval te versterken. Ondertussen droeg Lamb het bevel over aan majoor James Reilly en stuurde Whiting een laatste dringende vraag naar generaal Braxton Bragg om versterkingen te sturen. In de plaats van versterkingen te sturen, stuurde Bragg generaal Alfred H. Colquitt om Whiting te vervangen. Om 21.30u kwam Colquitt aan bij het zuidelijke deel van het fort toen Lamb, Whiting en de andere gewonden werden geëvacueerd naar batterij Buchanan.

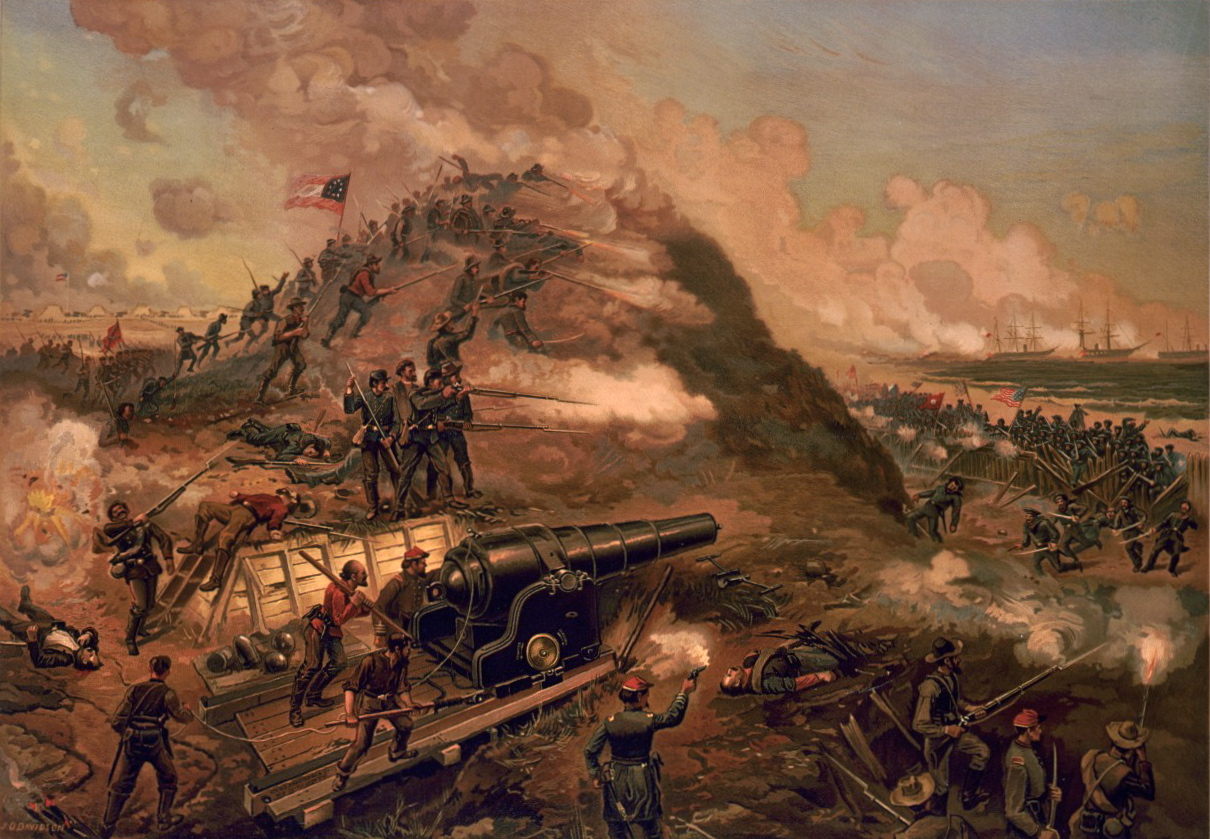
De inname van Fort Fisher

Op dit moment was de Zuidelijke greep op het fort onhoudbaar. Alle zeegericht batterijen waren het zwijgen opgelegd. De noordelijke muur was bijna volledig in vijandelijke handen en Ames had een eigen versterking opgeworpen binnen de grenzen van het fort.
Via een flankeerbeweging langs de buitenste muur aan landzijde werden de Zuidelijken omsingeld. Colquitt en zijn staf slaagden erin net op tijd te ontsnappen in roeiboten, toen de Noordelijken de aanlegsteiger veroverden. Met een witte vlag stapte majoor Reilly naar de Noordelijken om de overgave van het fort aan te kondigen. Net voor 22.00u reed Terry naar batterij Buchanan om de formele overgave van het fort te aanvaarden uit de handen van generaal Whiting.

## Gevolgen
De val van het fort bezegelde het lot van de laatste operationele haven en daarmee de poort naar de buitenwereld. Veel van de voorraden bestemd voor Robert E. Lees Army of Northern Virginia werden geïmporteerd via de haven. Een maand later zou generaal-majoor John M. Schofield Wilmington innemen.